# Nicolaus Hemmingi
Nicolaus Hemmingi, död 1634 i Landeryds socken, Östergötlands län, var en svensk präst i Landeryds församling. 

## Biografi
Nicolaus Hemmingi var 1593 komminister i Sankt Lars församling. Han skrev samma år på Uppsala möte. 1596 blev han kyrkoherde i Landeryds församling. Hemmingi blev 1623 prost. Han avled 1634 i Landeryds socken.
Nicolaus Hemmingi har även varit domkyrkosyssloman.

### Familj
Nicolaus Hemmingi var gift och fick barnen domprosten Benedictus Figrelius (1600-1689) i Linköpings församling, Margareta Figrelius som var gift med kyrkoherden Nicolaus Emundi i Rappestads församling, borgmästaren Daniel Leijonstierna (1605-1664) i Norrköping, överinspektorn Nils Figrelius i Norrköping och Brita Figrelius som var gift med hospitalspredikanten O. Forsilius i Linköpings församling och kyrkoherden Daniel Ranzochius i Kättilstads församling. Barnen antog efternamnet Figrelius.